# Antion
Antion ist in der griechischen Mythologie eine Lapithe aus dem Haus des Periphas. Hauptquelle ist das vierte Buch der Bibliothek des Diodor.

## Name
Der Name kommt vom griechischen Ἀντίων, Antíōn, lateinisch und deutsch mit abweichender Betonung auf der ersten Silbe Ántion. Seine Bedeutung lässt sich ableiten vom Verb ἀντιάω, antiáō, entgegentreten, durch das Namenssuffix -ων/ōn ergibt es den Namen. Er ist also einer, der entgegentritt, von Pape in der Übersetzung gesteigert zu einem Stürmer. Der durchaus heroische Name entbehrt in den Quellen der heldenhaften Taten und sonstiger Geschichten, nur die Familienbande wird überliefert.

## Familie
Er ist der älteste Sohn des Lapithen Periphas und der Astyageia, und somit der Enkel des Stammvaters der Lapithen, des Lapithes. Nach Diodor bekam Antion mit Perimela, der Tochter des Amythaon, einen Sohn, den König der Lapithen, Ixion.